# Federigo Tozzi
Federigo Tozzi (ur. 1 stycznia 1883 w Sienie, zm. 21 marca 1920 w Rzymie) – włoski pisarz.
Jest uznawany za jednego z głównych twórców włoskiej powieści psychologicznej. Jednym z ważniejszych jego dzieł jest dziennik liryczny Bestie (1917). Pisał także powieści o silnych akcentach autobiograficznych, m.in. Con gli occhi chiusi (1920) i Tre croci (1920), a także opowiadania. Opracował dwie antologie dzieł mistyków sieneńskich (wydane w 1913 i 1918). Polski przekład jego opowiadań ukazał się w wyborze Sprzedany dom w 1964.